# Nederlands Polair Programma

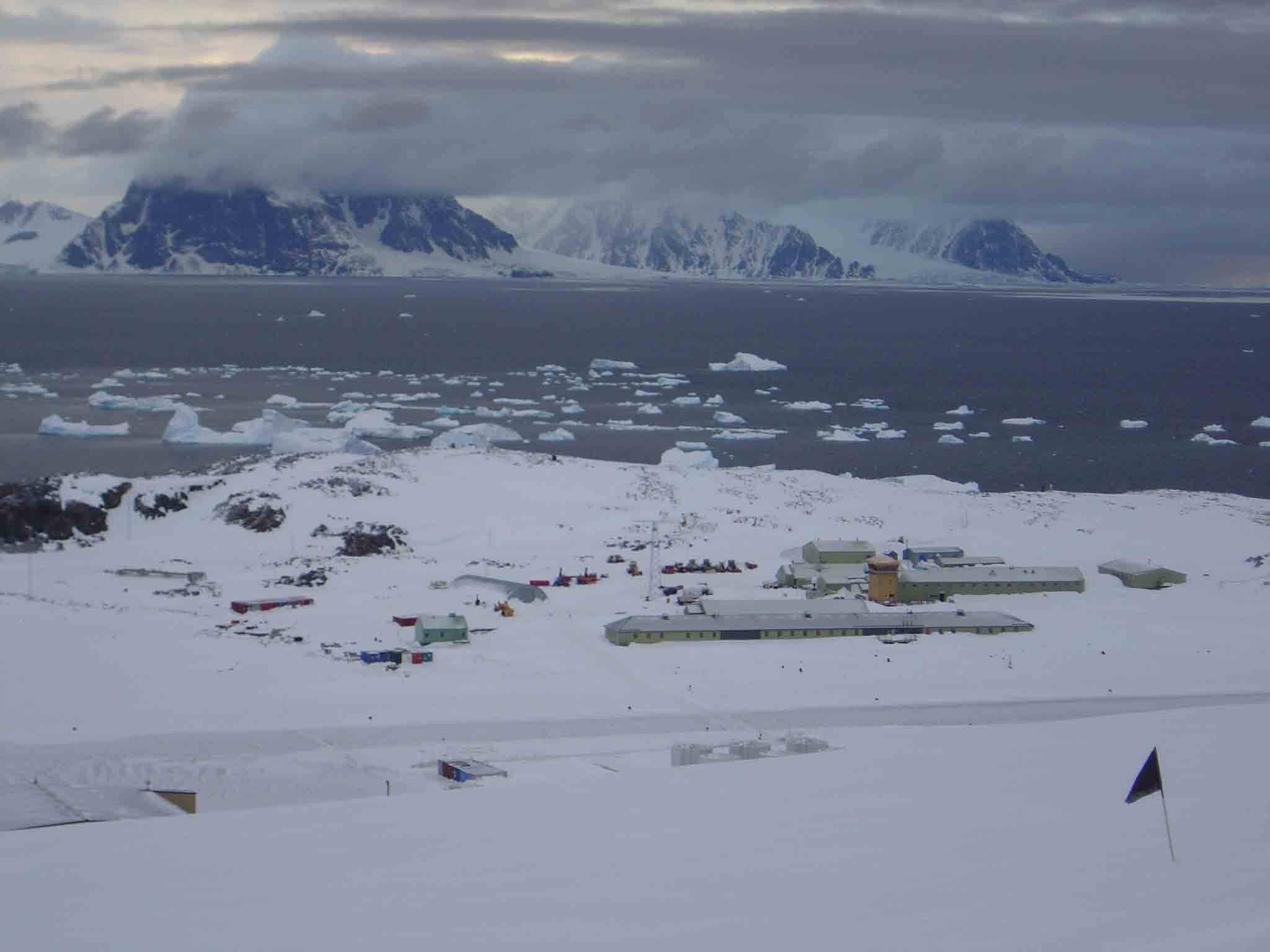
Rothera op Adelaide-eiland in Antarctica.

Het Nederlands Polair Programma (Engels Netherlands Polar Programme, NPP) is een Nederlands wetenschappelijk onderzoeksprogramma gericht op de poolgebieden. Het wordt uitgevoerd door de Nederlandse Organisatie voor Wetenschappelijk Onderzoek (NWO) en betaald door een samenwerking van vijf Nederlandse ministeries en NWO. Het programma is een van de pijlers van het Nederlands polair beleidskader.

## Geschiedenis
Het Nederlands Polair Programma vindt zijn oorsprong in het Nederlands Antarctisch Programma dat in 1984 opgericht werd. Het is een van de onderliggende argumenten voor de toekenning van de raadgevende status voor Nederland binnen het Antarctisch Verdragssysteem in 1990. Daarmee was het het eerste land dat dat lukte zonder eigen onderzoeksinfrastructuur in het Antarctisch gebied te hebben. In 2002 werd het Nederlands Arctisch Programma opgericht in het verlengde van de toetreding van Nederland als waarnemer tot de Arctische Raad in 1998. De Noord- en Zuidpoolprogramma's fuseerden in 2011 tot het Nederlands Polair Programma, waarbij het eerste PoolPositie-NL-strategieplan gepresenteerd werd. 
Sinds 2013 beheert het Nederlands Polair Programma de Nederlandse onderzoeksfaciliteit Dirck Gerritsz Laboratorium, dat ondergebracht is op de Britse basis Rothera op het Adelaide-eiland op enige afstand van het Antarctisch Schiereiland. Het station heeft een geschatte levensverwachting van 25 jaar. Vier jaar voor de opening, in 2009, heeft het kroonprinselijk paar Rothera bezocht.
Het programma bekostigt het poolstation in de onderzoeksgemeenschap Ny-Ålesund op Spitsbergen. Het Arctisch Centrum van de Rijksuniversiteit Groningen beheert het station in samenwerking met de Noorse eigenaar Kings Bay AS.
Dankzij het Nederlands Polair Programma kon Nederland voor het eerst als volwaardig lid deelnemen aan het vierde Internationale pooljaar (2007-2008).
Om de vijf jaar brengt het programma zijn eigen strategieplan PoolPositie-NL uit.

## Activiteiten
De hoofdtaak van het Nederlands Polair Programma is het financieren van poolonderzoek, dat door ongeveer vijftien universiteiten en nationale onderzoeksinstituten uitgevoerd wordt. Daartoe stelt het regelmatig financieringsronden open waar onderzoekers voorstellen kunnen indienen. Daarnaast heeft het NPP geregeld aangehaakt op strategische kansen en expedities, zoals de MOSAiC-expeditie van de ijsbreker Polarstern in 2019-2020, onderzoeksronden in het teken van het Internationale pooljaar (2007-2008) en de SEES.nl-expedities (Scientific Expedition Edgeøya Spitsbergen) in 2015 en 2022. 
Daarnaast beheert en bekostigt het programma het Dirck Gerritsz Laboratorium en de samenwerking met de British Antarctic Survey en het Duitse Alfred Wegener Instituut. Deze partnerschappen dateren beide van de jaren '80.
Het Nederlands Polair Programma is de landelijke coördinator van de Nederlandse vertegenwoordiging in tal van poolgremia, waaronder Scientific Committee on Antarctic Research, de Council of Managers of National Antarctic Programs, de International Arctic Science Committee, de European Polar Board, het Forum of Arctic Research Operators en het Arctic Funders Forum. Het NPP financiert ook de Nederlandse inbreng in vier werkgroepen van de Arctische Raad. Het secretariaat van het NPP fungeert mede door deze taken als aanspreekpunt voor buitenlandse instellingen op het gebied van financiering, ondersteuning en specifiek beleid voor poolonderzoek.
Het jaarlijks poolsymposium wordt door het NPP en meestal tevens door de Association of Polar Early Career Scientists Netherlands georganiseerd.